# Flexicoelotes
Genre
Flexicoelotes est un genre d'araignées aranéomorphes de la famille des Agelenidae.

## Distribution
Les espèces de ce genre sont endémiques de Chine. Elles se rencontrent au Yunnan et au Guangxi.

## Liste des espèces
Selon World Spider Catalog (version 17.0, 01/06/2016) :
- Flexicoelotes huyunensis Chen & Li, 2015
- Flexicoelotes jiaohanyanensis Chen & Li, 2015
- Flexicoelotes jinlongyanensis Chen & Li, 2015
- Flexicoelotes pingzhaiensis Chen & Li, 2015
- Flexicoelotes xingwangensis Chen & Li, 2015

## Publication originale
- Chen, Li & Zhao, 2015 : A new genus of Coelotinae (Araneae, Agelenidae) from southern China. ZooKeys, no 541, p. 41-56 (texte intégral).